# Tvåtjärnarna (Lycksele socken, Lappland, 719148-161498)
Tvåtjärnarna är en sjö i Lycksele kommun i Lappland och ingår i Umeälvens huvudavrinningsområde. Sjön har en area på 0,0507 kvadratkilometer och ligger 281 meter över havet. Sjön avvattnas av vattendraget Krokbäcken.

## Delavrinningsområde
Tvåtjärnarna ingår i det delavrinningsområde (719266-161420) som SMHI kallar för Mynnar i Lycksabäcken. Medelhöjden är 302 meter över havet och ytan är 28,16 kvadratkilometer. Det finns inga avrinningsområden uppströms utan avrinningsområdet är högsta punkten. Krokbäcken som avvattnar avrinningsområdet har biflödesordning 3, vilket innebär att vattnet flödar genom totalt 3 vattendrag innan det når havet efter 183 kilometer. Avrinningsområdet består mestadels av skog (71 procent) och sankmarker (24 procent). Avrinningsområdet har 0,3 kvadratkilometer vattenytor vilket ger det en sjöprocent på 1,1 procent.